# Opogona metanastes
Opogona metanastes är en fjärilsart som beskrevs av Walsingham 1914. Opogona metanastes ingår i släktet Opogona och familjen äkta malar. Inga underarter finns listade i Catalogue of Life.